# Budilova vila (Kolín)
Budilova vila je funkcionalistická stavba stojící v Bezručově ulici čp. 408 v Kolíně. Stavebníkem byl inženýr Václav Budil, ředitel kolínské elektrárny ESSO (Elektrárenský svaz středolabských okresů). Vilu navrhl architekt a rodinný přítel Jaroslav Fragner. Stavba probíhala v letech 1928 – 1929. Exteriér vily se dochoval v původní podobě. V interiéru byly provedeny drobné dispoziční změny v přízemí. Vila je v soukromém vlastnictví.
Dům čp. 408 a k němu patřící pozemky s oplocením se staly kulturní památkou roku 1958. Po revizi rozsahu památky (vyjmuta část pozemku a část oplocení) byla památka dne 23. listopadu 1987 zapsána do Ústředního seznamu nemovitých kulturních památek.

## Popis
Pozemek ke stavbě vily se náležel do vilové čtvrti Pražské předměstí. Původně obdélná parcela byla v osmdesátých letech dvacátého století značně zmenšena při výstavbě Jaselské ulice. Jako součást domu byla severozápadním směrem postavena hranolová garáž. Patrová stavba s částečně zapuštěným suterénem a zvýšeným přízemím byla vybudována na mírně členitém obdélném půdorysu. Železobetonová konstrukce domu je doplněna cihelným zdivem a plochou střechou. Fasádu tvoří cementová omítka. Hmota severního průčelí je členěna rizalitem. Vstupní průčelí na východní straně zvýrazňuje vystupující hmota pokoje. Na jižní straně budovy vystupuje asymetrická zimní zahrada. Prosklená část kuchyně, ukončená letní terasou v patře, rozdělila hmotu jihozápadního nároží.
Do domu se vstupuje po vysokém schodišti s trubkovým zábradlím na zapuštěnou verandu. Krytý prostor verandy je otevřený, v rohu podepřen sloupem. I na počátku jednadvacátého století má vila původní dřevěná okna, která jsou pravidelně rozmístěna v prvním i druhém patře domu. Částečně zůstaly zachovány i původní dřevěné žaluzie. Používá se též původní vstupní branka. Původní oplocení s trubkovým zábradlím na vysoké kamenné podezdívce se dochovalo na východní straně zahrady.

### Interiér
Architekt Jaroslav Fragner navrhl na přání stavebníka zahradní úpravy i vnitřní vybavení vily. Do domu se vstupuje původními dřevěnými dveřmi. Interiér předsíně osvětluje vodorovný pás nad dveřmi, vytvořený z matných skleněných tabulek. Uvnitř vily se opakují podobné dveře. Architekt navrhl zabudovaný nábytek, zařízení pracovny i kuchyně v přízemí. Mezi další cenné prvky patří soubor původních dveří, dochované dřevěné schodiště se zábradlím nebo parketové podlahy.
V suterénu býval byt domovníka, prádelna a sklepy pro uskladnění paliva a potravin. V přízemí se nacházel prostorný obývací pokoj propojený s jídelnou. Pánský pokoj se nacházel v jihovýchodním nároží domu. Jídelna a pánský pokoj byly oddělovaly od obývacího pokoje posuvnými dveřmi. Vedle zimní zahrady vznikl dětský koutek.
Postranní vchod pro služku byl na severní straně domu. Kuchyň měla okénko do jídelny pro servírování jídla. Byla zařízená podle amerického vzoru a v té době populárních Taylorových zásad. Pro efektivní využívání kuchyně architekt dokonce vypracoval podrobný návod.
Hala v prvním patře vedla k pěti odděleným ložnicím a hostinskému pokoji. Pokoj na jihozápadní straně byl spojen s terasou. Další prostor byl využit na stavbu koupelny, toalety a komory. Během let byla jedna ložnice přestavěna na kuchyň a vznikl tak samostatný byt.